# Danziger Strasse
Danziger Strasse, tysk stavning: Danziger Straße, är en betydelsefull genomfartsgata och boulevard i nordöstra delen av Berlins innerstad, som löper genom stadsdelen Prenzlauer Berg. Gatan är del av Berlins innerstadsringled och ansluter till Eberswalder Strasse vid korsningen med Schönhauser Allee i nordväst och går i en cirkelbåge till Landsberger Allee i sydost, där den övergår i Petersburger Strasse.
Gatan anlades under namnet Communication 1822 som en tvärförbindelseväg mellan vad som då var de stora landsvägarna ut över fälten norr om staden. År 1862 gjorde Hobrechtplanen gatan till del av den planerade expansionen av Berlins bebyggelse och 1874 fick den nordvästra halvan namnet Danziger Strasse efter staden Danzig (Gdańsk). De nuvarande stadskvarteren började uppföras från omkring 1890 och framåt. Gatan kallades mellan 1950 och 1995 Dimitroffstrasse, efter den bulgariske kommunistledaren Georgi Dimitrov. Den sydöstra halvan mellan Greifswalder Strasse och Landsberger Allee kallades dessförinnan fram till 1950 Elbingstrasse.